# Le Bruit des trousseaux
Le Bruit des trousseaux est un livre de Philippe Claudel édité aux Éditions Stock en 2002, et réédité au Livre de poche en 2003  (ISBN 978-2253072973).

## Résumé
Philippe Claudel y raconte de petites anecdotes se passant en prison à l'époque où il y était professeur de français.